# Parachimie

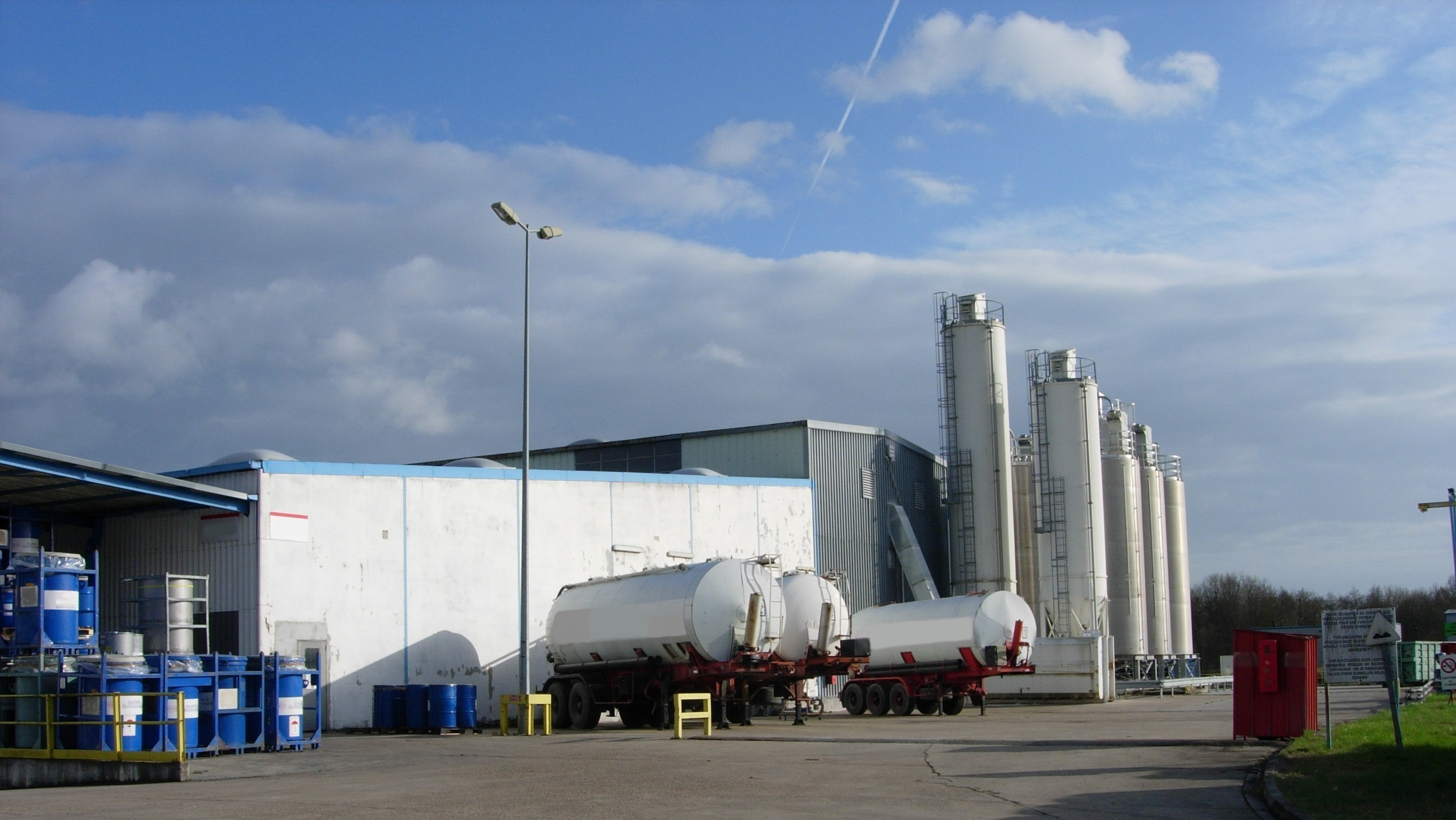
Usine de fabrication d’adhésifs pour l’automobile.

La parachimie ou chimie de formulation est un secteur industriel qui conditionne (ou « formule ») des produits issus de l’industrie chimique sous une forme utilisable par le consommateur final ou par une industrie spécifique. Les produits ainsi élaborés sont fonctionnels. Il existe une très grande variété de produits fabriqués par la parachimie, ce qui en fait un secteur très hétérogène.
Tandis que certains produits parachimiques sont directement conditionnés pour l’utilisation finale et ne seront plus transformés (par exemple produits phytosanitaires, peintures décoratives, explosifs et colles), d’autres (huiles essentielles, encres d’imprimerie, additifs pour ciments ou bétons, huiles de lubrification, etc.) s’intègrent dans la fabrication en aval d’industries très diverses : agroalimentaire, emballage, etc.
En France, selon la nomenclature officielle du ministère de l'Économie, des Finances et du Commerce extérieur, le secteur de la parachimie regroupe les industries qui fabriquent huit catégories de produits :
- produits agrochimiques ;
- peintures, vernis et encres ;
- produits explosifs ;
- colles et gélatines ;
- huiles essentielles ;
- produits chimiques pour la photographie ;
- supports de données ;
- produits chimiques à usage industriel.

La fabrication de médicaments est une activité qui correspond à la définition de la parachimie, mais elle est en fait englobée dans l’industrie pharmaceutique.